# Steve Lacy (Musiker, 1998)

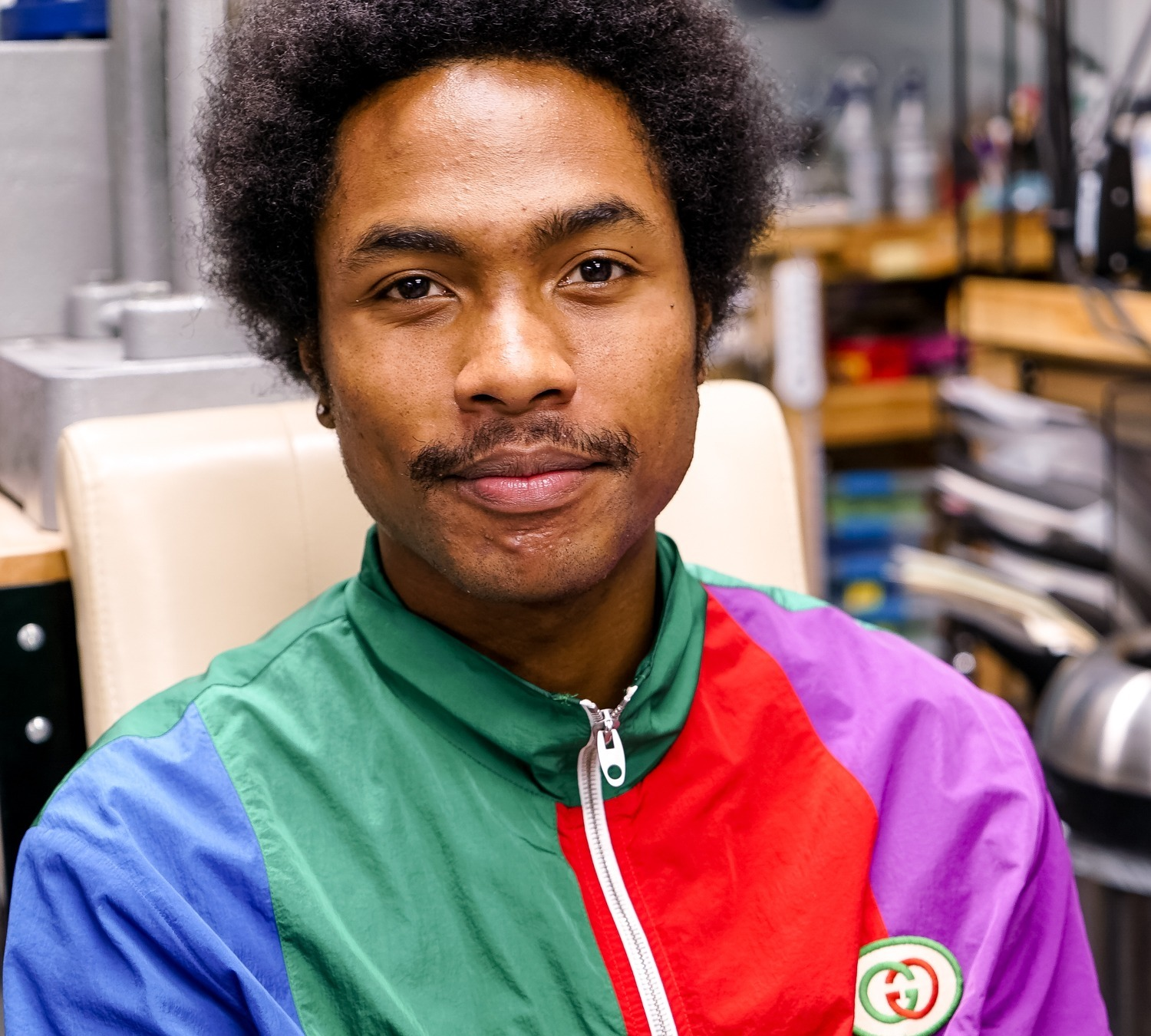
Steve Lacy (2019)

Steve Thomas Lacy-Moya (* 23. Mai 1998 in Compton, Kalifornien) ist ein US-amerikanischer Singer-Songwriter, Gitarrist und Musikproduzent.

## Leben und Karriere
Lacy wurde in Compton, Kalifornien geboren. Mütterlicherseits besitzt er afroamerikanische und väterlicherseits philippinische Wurzeln. Erste Schritte als Produzent tätigte der Künstler mithilfe seiner Gitarre über ein iPhone. Bekanntheit erlangte er zunächst als Teil der Band The Internet, für die er zahlreiche Songs beisteuerte. Bereits im Alter von 15 Jahren produzierte er Songs für das dritte Studioalbum Ego Death (2015). Letzteres und Hive Mind (2018) konnten sich weltweit in den Charts platzieren und erhielten durchweg positive Kritiken. Auch nach Beginn seiner Solo-Karriere verbleibt Lacy nach wie vor Teil der Band.
Ab 2017 produzierte er auch für andere Künstler, darunter Denzel Curry, J. Cole und Kendrick Lamar. Seine erste Soloveröffentlichung Steve Lacy’s Demo erschien als EP im Februar 2017. Das Werk wurde ausschließlich von Lacy allein produziert. Im Jahr 2018 folgten Produktionen für weitere Künstler, unter anderem Solange, Kali Uchis und Mac Miller.
Seine Debütsingle N Side wurde im April 2019 veröffentlicht, wobei das dazugehörige Debütalbum des Künstlers Apollo XXI am 24. Mai 2019 erschien. Das Album wurde bei den Grammy Awards 2020 in der Kategorie Best Urban Contemporary Album nominiert. Am 15. Juli 2022 folgte sein zweites Studioalbum Gemini Rights. Mit der zweiten Singleauskopplung Bad Habit gelang ihm der Durchbruch auf dem kommerziellen Musikmarkt. Anfang Oktober 2022 erreichte die Single Platz eins der Billboard Hot 100.
Zu seinen Einflüssen zählen insbesondere Thundercat, Erykah Badu, Pharrell Williams und Prince.

## Diskografie

### Studioalben
| Jahr | Titel Musiklabel                | Höchstplatzierung, Gesamtwochen, AuszeichnungChartplatzierungen (Jahr, Titel, Musiklabel, Platzierungen, Wochen, Auszeichnungen, Anmerkungen) | Höchstplatzierung, Gesamtwochen, AuszeichnungChartplatzierungen (Jahr, Titel, Musiklabel, Platzierungen, Wochen, Auszeichnungen, Anmerkungen) | Höchstplatzierung, Gesamtwochen, AuszeichnungChartplatzierungen (Jahr, Titel, Musiklabel, Platzierungen, Wochen, Auszeichnungen, Anmerkungen) | Anmerkungen                                           |
| Jahr | Titel Musiklabel                | CH | UK | US | Anmerkungen                                           |
| ---- | ------------------------------- | --- | --- | --- | ----------------------------------------------------- |
| 2019 | Apollo XXI Three Quarter • AWAL | — | — | US160 (1 Wo.)US | Erstveröffentlichung: 24. Mai 2019                    |
| 2022 | Gemini Rights RCA Records       | CH42 (1 Wo.)CH | UK47 (1 Wo.)UK | US7 (50 Wo.)US | Erstveröffentlichung: 15. Juli 2022 Verkäufe: + 7.500 |

### Kompilationen
- 2020: The Lo-Fis (L-M Records)

### EPs
- 2017: Steve Lacy’s Demo (Three Quarter / AWAL)

### Singles
| Jahr | Titel Album                      | Höchstplatzierung, Gesamtwochen, AuszeichnungChartplatzierungen (Jahr, Titel, Album, Platzierungen, Wochen, Auszeichnungen, Anmerkungen) | Höchstplatzierung, Gesamtwochen, AuszeichnungChartplatzierungen (Jahr, Titel, Album, Platzierungen, Wochen, Auszeichnungen, Anmerkungen) | Höchstplatzierung, Gesamtwochen, AuszeichnungChartplatzierungen (Jahr, Titel, Album, Platzierungen, Wochen, Auszeichnungen, Anmerkungen) | Höchstplatzierung, Gesamtwochen, AuszeichnungChartplatzierungen (Jahr, Titel, Album, Platzierungen, Wochen, Auszeichnungen, Anmerkungen) | Höchstplatzierung, Gesamtwochen, AuszeichnungChartplatzierungen (Jahr, Titel, Album, Platzierungen, Wochen, Auszeichnungen, Anmerkungen) | Anmerkungen                                                  |
| Jahr | Titel Album                      | DE | AT | CH | UK | US | Anmerkungen                                                  |
| --- | -------------------------------- | --- | --- | --- | --- | --- | ------------------------------------------------------------ |
| 2017 | Dark Red Steve Lacy’s Demo       | — | — | — | UK— PlatinUK | US78 Platin · (5 Wo.)US | Erstveröffentlichung: 20. Februar 2017 Verkäufe: + 1.825.000 |
| 2020 | Live Without Your Love 96 Months | — | — | — | UK75 (6 Wo.)UK | — | Erstveröffentlichung: 17. Juli 2020 mit Love Regenerator     |
| 2022 | Bad Habit Gemini Rights          | DE— aDE | AT— GoldAT | CH69 (13 Wo.)CH | UK8 Platin · (34 Wo.)UK | US1 (35 Wo.)US | Erstveröffentlichung: 29. Juni 2022 Verkäufe: + 1.145.000    |
| Folgende Lieder erschienen nicht als Single, wurden aber durch das Album zum Download und Streaming bereitgestellt und konnten somit eine Platzierung erlangen: |                                  | | | | | |                                                              |
| |                                  | | | | | |                                                              |
| 2022 | Static Gemini Rights             | — | — | — | UK56 Silber · (9 Wo.)UK | US78 (7 Wo.)US | Charteinstieg: 15. September 2022 Verkäufe: + 280.000        |

Weitere Singles
- 2015: C U Girl (UK: Silber)
- 2016: Some (UK: Silber)
- 2017: Only Girl (Kali Uchis feat. Steve Lacy & Vince Staples)
- 2017: Dent Jusay (Matt Martians feat. Syd & Steve Lacy)
- 2017: Scrood (Joni feat. Steve Lacy)
- 2017: Moron
- 2017: 911 / Mr. Lonely (Tyler, the Creator feat. Frank Ocean, Steve Lacy & Anna of the North; UK: Silber, US: ×2Doppelplatin )
- 2017: 4real
- 2018: 4 Leaf Clover (Ravyn Lenae feat. Steve Lacy)
- 2019: Sunflower (Vampire Weekend feat. Steve Lacy)
- 2019: N Side
- 2019: Playground
- 2019: Hate CD
- 2020: Black Qualls (Thundercat feat. Steve Lacy & Steve Arrington)
- 2022: Mercury
- 2022: Sunshine (feat. Foushée)

## Auszeichnungen für Musikverkäufe
| Silberne Schallplatte - Vereinigtes Königreich - 2024: für das Lied Infrunami Goldene Schallplatte - Australien - 2019: für die Single 911 / Mr. Lonely - Dänemark - 2023: für die Single Dark Red - 2024: für die Single Bad Habit - Frankreich - 2023: für die Single Bad Habit - Griechenland - 2022: für die Single Dark Red - 2023: für die Single Bad Habit - Italien - 2023: für die Single Bad Habit - 2024: für die Single Dark Red - Kanada - 2019: für die Single 911 / Mr. Lonely - 2025: für das Lied Just a Stranger - Neuseeland - 2023: für das Album Steve Lacy’s Demo - 2023: für das Album Gemini Rights - Norwegen - 2023: für die Single 911 / Mr. Lonely - Schweden - 2023: für die Single Bad Habit - Spanien - 2024: für die Single Bad Habit - 2024: für die Single Dark Red - Vereinigte Staaten - 2025: für das Lied Just a Stranger | Platin-Schallplatte - Kanada - 2024: für das Lied Static - Neuseeland - 2022: für die Single Bad Habit - 2023: für die Single 911 / Mr. Lonely - Polen - 2024: für die Single Bad Habit - Portugal - 2023: für die Single Bad Habit 2× Platin-Schallplatte - Kanada - 2022: für die Single Bad Habit 3× Platin-Schallplatte - Neuseeland - 2025: für die Single Dark Red 4× Platin-Schallplatte - Australien - 2023: für die Single Bad Habit |

Anmerkung: Auszeichnungen in Ländern aus den Charttabellen bzw. Chartboxen sind in ebendiesen zu finden.
| Land/RegionAuszeichnungen für Musikverkäufe (Land/Region, Auszeichnungen, Verkäufe, Quellen) | Silber     | Gold       | Platin       | Verkäufe  | Quellen              |
| -------------------------------------------------------------------------------------------- | ---------- | ---------- | ------------ | --------- | -------------------- |
| Australien (ARIA)                                                                            | —          | Gold1      | 4× Platin4   | 315.000   | aria.com.au          |
| Dänemark (IFPI)                                                                              | —          | 2× Gold2   | —            | 90.000    | ifpi.dk              |
| Frankreich (SNEP)                                                                            | —          | Gold1      | —            | 100.000   | snepmusique.com      |
| Griechenland (IFPI)                                                                          | —          | 2× Gold2   | —            | 20.000    | Einzelnachweise      |
| Italien (FIMI)                                                                               | —          | 2× Gold2   | —            | 100.000   | fimi.it              |
| Kanada (MC)                                                                                  | —          | 2× Gold2   | 3× Platin3   | 320.000   | musiccanada.com      |
| Neuseeland (RMNZ)                                                                            | —          | 2× Gold2   | 5× Platin5   | 165.000   | radioscope.co.nz NZ2 |
| Norwegen (IFPI)                                                                              | —          | Gold1      | —            | 30.000    | ifpi.no              |
| Österreich (IFPI)                                                                            | —          | Gold1      | —            | 15.000    | ifpi.at              |
| Polen (ZPAV)                                                                                 | —          | —          | Platin1      | 50.000    | olis.pl              |
| Portugal (AFP)                                                                               | —          | —          | Platin1      | 10.000    | Einzelnachweise      |
| Schweden (IFPI)                                                                              | —          | Gold1      | —            | 40.000    | sverigetopplistan.se |
| Spanien (Promusicae)                                                                         | —          | 2× Gold2   | —            | 60.000    | elportaldemusica.es  |
| Vereinigte Staaten (RIAA)                                                                    | —          | Gold1      | 3× Platin3   | 3.500.000 | riaa.com             |
| Vereinigtes Königreich (BPI)                                                                 | 5× Silber5 | —          | 2× Platin2   | 2.200.000 | bpi.co.uk            |
| Insgesamt                                                                                    | 5× Silber5 | 18× Gold18 | 19× Platin19 |           |                      |